# Người Do Thái da đen
Người Do Thái da đen (Anh ngữ là Black Hebrew Israelites) là một nhóm người Mỹ gốc Phi, có một vài tuyên bố cho rằng họ là hậu duệ của Người Israel (cổ đại). Người Do Thái da đen trong thực tế là những người chủ trương theo tín niệm và thực hành tôn giáo của cả tín đồ Cơ Đốc giáo và Do Thái giáo. Họ không được người Do Thái chính gốc công nhận là người Do Thái. Nhiều người còn tự gọi mình là người Do Thái da đen hơn là người Do Thái chính gốc để nhấn mạnh sự tham chiếu đầy nghi vấn hoặc mang tính lịch sử của mình.
Nhiều cộng đồng của người Do Thái da đen được thành lập vào nửa sau thế kỷ 19 và đầu thế kỷ 20 tại Hoa Kỳ, từ Kansas đến thành phố New York, bởi những người Mỹ và người di dân Tây Ấn. Vào giữa những năm 1980, một cộng đồng khoảng từ 25.000 đến 40.000 người Do Thái da đen và đồng minh tồn tại ở Mỹ. Trong những năm 1990, Hội Liên minh những người Do Thái da đen (hiện đã bị tan rã), có số thành viên được tiến hành điều tra là khoảng 200.000 người trong số những người Mỹ gốc Phi Do Thái. Ước tính này dựa trên một cuộc khảo sát của Hội đồng Liên hợp Do Thái Lý Sự vào năm 1990. Số lượng điều tra chính xác số lượng của người Do Thái da đen được khảo sát vẫn là bí ẩn.

## Liên tiếp ngoại bộ
- Black Hebrew Israelites-ReligiousTolerance.org Lưu trữ ngày 29 tháng 6 năm 2009 tại Portuguese Web Archive
- Người Do Thái da đen, Thư quán ảo Do Thái

## Tham chiếu
1. ↑  "Tổ chức của người Do Thái da đen chủ trương hơn 20 vạn người tại Mỹ" (bằng tiếng Anh). j. ngày 10 tháng 4 năm 1998. Truy cập ngày 2 tháng 8 năm 2010.